# Ringer-Europameisterschaften 1984
Die Ringer-Europameisterschaften 1984 fanden im April 1984 im schwedischen Jönköping statt.

## Griechisch-römisch, Männer

### Ergebnisse

#### Kategorie bis 48 kg (Papiergewicht)
| Platz | Land              | Sportler                     |
| ----- | ----------------- | ---------------------------- |
| 1     | Sowjetunion       | Magyatdin Allachwerdijew     |
| 2     | Italien Bulgarien | Vincenzo Maenza Ortse Ortsew |
| 3     |                   |                              |
| 4     | Deutschland       | Bernd Scherer                |
| 5     | Finnland          | Jukka-Pekka Tanner           |
| 6     | Polen             | Krzysztof Mudrecki           |

Titelverteidiger: Bratan Tsenow, Bulgarien

#### Kategorie bis 52 kg (Fliegengewicht)
| Platz | Land             | Sportler           |
| ----- | ---------------- | ------------------ |
| 1     | Sowjetunion      | Minseit Tasetdinow |
| 2     | Rumänien         | Mihai Cișmaș       |
| 3     | Bulgarien        | Welin Dogandjidski |
| 4     | Tschechoslowakei | Tibor Jankovics    |
| 5     | Schweden         | Anders Buekk       |
| 6     | Türkei           | Erol Kemah         |

Titelverteidiger: Lajos Rácz, Ungarn

#### Kategorie bis 57 kg (Bantamgewicht)
| Platz | Land                            | Sportler            |
| ----- | ------------------------------- | ------------------- |
| 1     | Sowjetunion                     | Kamil Fatkulin      |
| 2     | Deutschland                     | Pasquale Passarelli |
| 3     | Bulgarien                       | Petar Balow         |
| 4     | Schweden                        | Benni Ljungbeck     |
| 5     | Deutsche Demokratische Republik | Frank Wohlgemuth    |
| 6     | Türkei                          | Serhat Karadag      |

Titelverteidiger: Emil Iwanow, Bulgarien

#### Kategorie bis 62 kg (Federgewicht)
| Platz | Land                            | Sportler                 |
| ----- | ------------------------------- | ------------------------ |
| 1     | Sowjetunion                     | Kamandar Madschidow      |
| 2     | Deutsche Demokratische Republik | Günter Reichelt          |
| 3     | Rumänien                        | Constantin Uță           |
| 4     | Polen                           | Bogusław Klozik          |
| 5     | Bulgarien                       | Jiwko Wangelow Atanassow |
| 6     | Schweiz                         | Hugo Dietsche            |

Titelverteidiger: Jiwko Wangelow Atanassow, Bulgarien

#### Kategorie bis 68 kg (Leichtgewicht)
| Platz | Land        | Sportler         |
| ----- | ----------- | ---------------- |
| 1     | Sowjetunion | Michail Prokudin |
| 2     | Rumänien    | Ștefan Negrișan  |
| 3     | Bulgarien   | Panajot Kirow    |
| 4     | Polen       | Krzysztof Pieta  |
| 5     | Finnland    | Jaakko Talvitie  |
| 6     | Schweden    | Gerry Svensson   |

Titelverteidiger: Gennadi Ermilow, UdSSR

#### Kategorie bis 74 kg (Weltergewicht)
| Platz | Land        | Sportler              |
| ----- | ----------- | --------------------- |
| 1     | Schweden    | Roger Tallroth        |
| 2     | Bulgarien   | Borislaw Welitschkow  |
| 3     | Sowjetunion | Michail Mamijaschwili |
| 4     | Deutschland | Karl-Heinz Helbing    |
| 5     | Finnland    | Jouko Salomäki        |
| 6     | Rumänien    | Ștefan Rusu           |

Titelverteidiger: Ferenc Kocsis, Ungarn

#### Kategorie bis 82 kg (Mittelgewicht)
| Platz | Land        | Sportler           |
| ----- | ----------- | ------------------ |
| 1     | Sowjetunion | Taimuras Apchasawa |
| 2     | Bulgarien   | Angel Bontschew    |
| 3     | Finnland    | Jarmo Övermark     |
| 4     | Polen       | Andrzej Malina     |
| 5     | Rumänien    | Ion Draica         |
| 6     | Schweden    | Sören Claesson     |

Titelverteidiger: Taimuras Apchasawa, UdSSR

#### Kategorie bis 90 kg (Halbschwergewicht)
| Platz | Land         | Sportler         |
| ----- | ------------ | ---------------- |
| 1     | Bulgarien    | Atanas Komtschew |
| 2     | Sowjetunion  | Igor Kanygin     |
| 3     | Griechenland | Georgios Pozidis |
| 4     | Rumänien     | Ilie Matei       |
| 5     | Finnland     | Toni Hannula     |
| 6     | Jugoslawien  | Csaba Majoros    |

Titelverteidiger: Igor Kanygin, UdSSR

#### Kategorie bis 100 kg (Schwergewicht)
| Platz | Land                            | Sportler              |
| ----- | ------------------------------- | --------------------- |
| 1     | Ungarn                          | Tamás Gáspár          |
| 2     | Deutsche Demokratische Republik | Thomas Horschel       |
| 3     | Sowjetunion                     | Nikolai Balboschin    |
| 4     | Rumänien                        | Vasile Andrei         |
| 5     | Bulgarien                       | Andrej Dimitrow       |
| 6     | Schweden                        | Karl-Johan Gustavsson |

Titelverteidiger: Andrej Dimitrow, Bulgarien

#### Kategorie über 100 kg (Superschwergewicht)
| Platz | Land        | Sportler         |
| ----- | ----------- | ---------------- |
| 1     | Bulgarien   | Alexandar Tomow  |
| 2     | Polen       | Henryk Tomanek   |
| 3     | Sowjetunion | Igor Rostorozki  |
| 4     | Jugoslawien | Refik Memišević  |
| 5     | Rumänien    | Victor Dolipschi |
| 6     | Schweden    | Tomas Johansson  |

Titelverteidiger: Nikola Dinew, Bulgarien

### Medaillenspiegel
| Rang | Land                            | Gold | Silber | Bronze |
| ---- | ------------------------------- | ---- | ------ | ------ |
| 1    | Sowjetunion                     | 6    | 1      | 3      |
| 2    | Bulgarien                       | 2    | 3      | 3      |
| 3    | Schweden                        | 1    | 0      | 0      |
|      | Ungarn                          | 1    | 0      | 0      |
| 5    | Rumänien                        | 0    | 2      | 1      |
| 6    | Deutsche Demokratische Republik | 0    | 2      | 0      |
| 7    | Polen                           | 0    | 1      | 0      |
|      | Deutschland                     | 0    | 1      | 0      |
|      | Italien                         | 0    | 1      | 0      |
| 10   | Finnland                        | 0    | 0      | 1      |
|      | Griechenland                    | 0    | 0      | 1      |

## Freistil, Männer

### Ergebnisse

#### Kategorie bis 48 kg (Papiergewicht)
| Platz | Land                            | Sportler          |
| ----- | ------------------------------- | ----------------- |
| 1     | Sowjetunion                     | Sergei Kornilajew |
| 2     | Ungarn                          | László Bíró       |
| 3     | Bulgarien                       | Adem Chassnow     |
| 4     | Deutschland                     | Reiner Heugabel   |
| 5     | Deutsche Demokratische Republik | Gerald Pfister    |
| 6     | Schweden                        | Kent Andersson    |

Titelverteidiger: Ali Mechmedow, Bulgarien

#### Kategorie bis 52 kg (Fliegengewicht)
| Platz | Land        | Sportler          |
| ----- | ----------- | ----------------- |
| 1     | Jugoslawien | Šaban Trstena     |
| 2     | Bulgarien   | Walentin Jordanow |
| 3     | Sowjetunion | Rachim Nawrusow   |
| 4     | Ungarn      | Lajos Szabó       |
| 5     | Frankreich  | Thierry Bourdin   |
| 6     | Schweden    | Stefan Öhrn       |

Titelverteidiger: Walentin Jordanow, Bulgarien

#### Kategorie bis 57 kg (Bantamgewicht)
| Platz | Land                            | Sportler          |
| ----- | ------------------------------- | ----------------- |
| 1     | Sowjetunion                     | Sergej Beloglasow |
| 2     | Vereinigtes Königreich          | Brian Aspen       |
| 3     | Bulgarien                       | Georgi Kaltschew  |
| 4     | Rumänien                        | Aurel Neagu       |
| 5     | Deutsche Demokratische Republik | Bernd Bobrich     |
| 6     | Polen                           | Zygmunt Kolodziej |

Titelverteidiger: Stefan Iwanow, Bulgarien

#### Kategorie bis 62 kg (Federgewicht)
| Platz | Land        | Sportler          |
| ----- | ----------- | ----------------- |
| 1     | Bulgarien   | Simeon Schterew   |
| 2     | Sowjetunion | Wiktor Alexejew   |
| 3     | Ungarn      | József Orbán      |
| 4     | Polen       | Marian Skubacz    |
| 5     | Deutschland | Reinhard Herbster |
| 6     | Frankreich  | Gerard Santoro    |

Titelverteidiger: Simeon Schterew, Bulgarien

#### Kategorie bis 68 kg (Leichtgewicht)
| Platz | Land        | Sportler         |
| ----- | ----------- | ---------------- |
| 1     | Sowjetunion | Arsen Fadsajew   |
| 2     | Polen       | Jan Szymański    |
| 3     | Bulgarien   | Kamen Penew      |
| 4     | Deutschland | Ahmet Çakıcı     |
| 5     | Ungarn      | Zoltán Szalontai |
| 6     | Finnland    | Pekka Rauhala    |

Titelverteidiger: Kamen Penew, Bulgarien

#### Kategorie bis 74 kg (Weltergewicht)
| Platz | Land             | Sportler               |
| ----- | ---------------- | ---------------------- |
| 1     | Sowjetunion      | Taram Magomadow        |
| 2     | Deutschland      | Martin Knosp           |
| 3     | Bulgarien        | Kemal Mustafow Padarew |
| 4     | Finnland         | Pekka Rauhala          |
| 5     | Tschechoslowakei | Dan Karabín            |
| 6     | Polen            | Krystian Rajman        |

Titelverteidiger: Šaban Sejdi, Jugoslawien

#### Kategorie bis 82 kg (Mittelgewicht)
| Platz | Land                            | Sportler             |
| ----- | ------------------------------- | -------------------- |
| 1     | Bulgarien                       | Efraim Kamberow      |
| 2     | Deutschland                     | Reiner Trik          |
| 3     | Sowjetunion                     | Luchman Dschabrailow |
| 4     | Deutsche Demokratische Republik | Peter Syring         |
| 5     | Rumänien                        | Gheorghe Fodore      |
| 6     | Österreich                      | Günter Bussarello    |

Titelverteidiger: Karabacak, Türkei

#### Kategorie bis 90 kg (Halbschwergewicht)
| Platz | Land             | Sportler       |
| ----- | ---------------- | -------------- |
| 1     | Sowjetunion      | Wacha Ewlojew  |
| 2     | Türkei           | Ismail Temiz   |
| 3     | Polen            | Jan Gorski     |
| 4     | Tschechoslowakei | Juraj Kucirko  |
| 5     | Italien          | Michele Azzola |
| 6     | Bulgarien        | Iwan Ginow     |

Titelverteidiger: Petr Nanijew, UdSSR

#### Kategorie bis 100 kg (Schwergewicht)
| Platz | Land                            | Sportler          |
| ----- | ------------------------------- | ----------------- |
| 1     | Sowjetunion                     | Magomed Magomedow |
| 2     | Deutsche Demokratische Republik | Uwe Neupert       |
| 3     | Polen                           | Tomasz Busse      |
| 4     | Deutschland                     | Aleksander Cichoń |
| 5     | Rumänien                        | Vasile Pușcașu    |
| 6     | Tschechoslowakei                | Julius Strnisko   |

Titelverteidiger: Magomed Magomedow, UdSSR

#### Kategorie über 100 kg (Superschwergewicht)
| Platz | Land                            | Sportler                         |
| ----- | ------------------------------- | -------------------------------- |
| 1     |                                 |                                  |
| 2     | Sowjetunion Polen               | Salman Chasimikow Adam Sandurski |
| 3     | Deutsche Demokratische Republik | Andreas Schröder                 |
| 4     | Schweden                        | Tomas Johansson                  |
| 5     | Bulgarien                       | Nikola Slatew                    |
| 6     | Schweiz                         | Alain Bifrare                    |

Titelverteidiger: József Balla, Ungarn

### Medaillenspiegel
| Rang | Land                            | Gold | Silber | Bronze |
| ---- | ------------------------------- | ---- | ------ | ------ |
| 1    | Sowjetunion                     | 6    | 2      | 2      |
| 2    | Bulgarien                       | 2    | 1      | 4      |
| 3    | Jugoslawien                     | 1    | 0      | 0      |
| 4    | Polen                           | 0    | 2      | 2      |
| 5    | Deutschland                     | 0    | 2      | 0      |
| 6    | Deutsche Demokratische Republik | 0    | 1      | 1      |
|      | Ungarn                          | 0    | 1      | 1      |
| 8    | Türkei                          | 0    | 1      | 0      |
|      | Vereinigtes Königreich          | 0    | 1      | 0      |

## Quelle
- www.foeldeak.com